# 粗距大理翠雀花
粗距大理翠雀花（学名：Delphinium taliense var. platycentrum）为毛茛科翠雀属下的一个变种。

## 扩展阅读
- 維基物種上的相關：粗距大理翠雀花